# Adams Bluff
Das Adams Bluff ist ein Felsenkliff in der antarktischen Ross Dependency. Es ragt 8 km nördlich des Peters Peak in der Holyoake Range der Churchill Mountains auf.
Der United States Geological Survey kartierte das Bluff mittels Tellurometermessungen und anhand von Luftaufnahmen der United States Navy zwischen 1960 und 1962. Das Advisory Committee on Antarctic Names benannte es nach Paul L. Adams, Geologe auf des United States Antarctic Research Program auf der Byrd-Station (1961–1962 und 1962–1963) sowie auf der McMurdo Station (1963–1964 und 1964–1965).